# Marcus Atius Dometius
Marcus Atius Dometius war ein antiker römischer Unternehmer, der in der römischen Kaiserzeit in Rom tätig war.
Marcus Atius Dometius ist heute nur noch von einer marmornen Grabinschrift bekannt, die in Rom gefunden wurde. Nach der außerhalb der Porta di San Lorenzo gefundenen Inschrift gehörte sie zum Grab des Marcus Atius Dometius, der Freigelassener des Marcus Atius Anteros war, und im Alter von 62 Jahren verstarb. Beide werden als vascularius bezeichnet, was sowohl die Produzenten von zumeist Metallgefäßen (Toreuten) als auch die Händler solcher Gefäße meinen kann. Er wäre damit einer von nur etwa 30 bis 40 inschriftlich bekannten Toreuten der griechisch-römischen Antike. Marcus Atius Dometius hatte seine Werkstatt an der Via Sacra in Rom. Dometius war Erbe und Nachfolger des Anteros, der wohl schon die Werkstatt dort betrieben hatte. Die (aufgelöste) Inschrift lautet:

## Einzelbelege
1. ↑  CIL 6, 37824
2. ↑  Signaturstempel römischer Toreuten ausgenommen

| Personendaten    | Personendaten                              |
| ---------------- | ------------------------------------------ |
| NAME             | Atius Dometius, Marcus                     |
| ALTERNATIVNAMEN  | Dometius, Marcus Atius                     |
| KURZBESCHREIBUNG | antiker römischer Toreut oder Händler      |
| GEBURTSDATUM     | 1. Jahrhundert v. Chr. oder 1. Jahrhundert |
| STERBEDATUM      | 1. Jahrhundert oder 2. Jahrhundert         |